# Roy Orbison at the Rock House
Roy Orbison at the Rock House — дебютный альбом американского певца Роя Орбисона.
К моменту выхода альбома на лейбле Sun Records Орбисон уже несколько лет записывался для других фирм звукозаписи. Однако успех синглов Орбисона 1960 года побудил владельца Sun Records Сэма Филлипса выпустить долгоиграющую пластинку с записями, сделанными на его студии в 1956—57 гг. Альбом вышел в монофоническом звучании.

## Список композиций
Все песни написаны Роем Орбисоном, за исключением особо отмеченных.
1. «This Kind of Love»
2. «Devil Doll»
3. «You’re My Baby» (Джонни Кэш)
4. «Trying to Get You»
5. «It’s Too Late»
6. «Rock House» (Сэм Филлипс, Гарольд Дженкинс)
7. «You’re Gonna Cry»
8. «I Never Knew»
9. «Sweet and Easy to Love»
10. «Mean Little Mama»
11. «Ooby Dooby» (Уэйд Мур, Дик Пеннер)
12. «Problem Child»